# Barrio de Reyes
Barrio de Reyes är en ort i Mexiko.   Den ligger i kommunen Jalostotitlán och delstaten Jalisco, i den centrala delen av landet, 400 km nordväst om huvudstaden Mexico City. Barrio de Reyes ligger 1 674 meter över havet och antalet invånare är 102.
Terrängen runt Barrio de Reyes är huvudsakligen en högslätt. Barrio de Reyes ligger nere i en dal. Runt Barrio de Reyes är det ganska tätbefolkat, med 65 invånare per kvadratkilometer. Närmaste större samhälle är San Juan de los Lagos, 18,7 km öster om Barrio de Reyes. I omgivningarna runt Barrio de Reyes växer huvudsakligen savannskog.